# Néandertal en Charente et ses environs

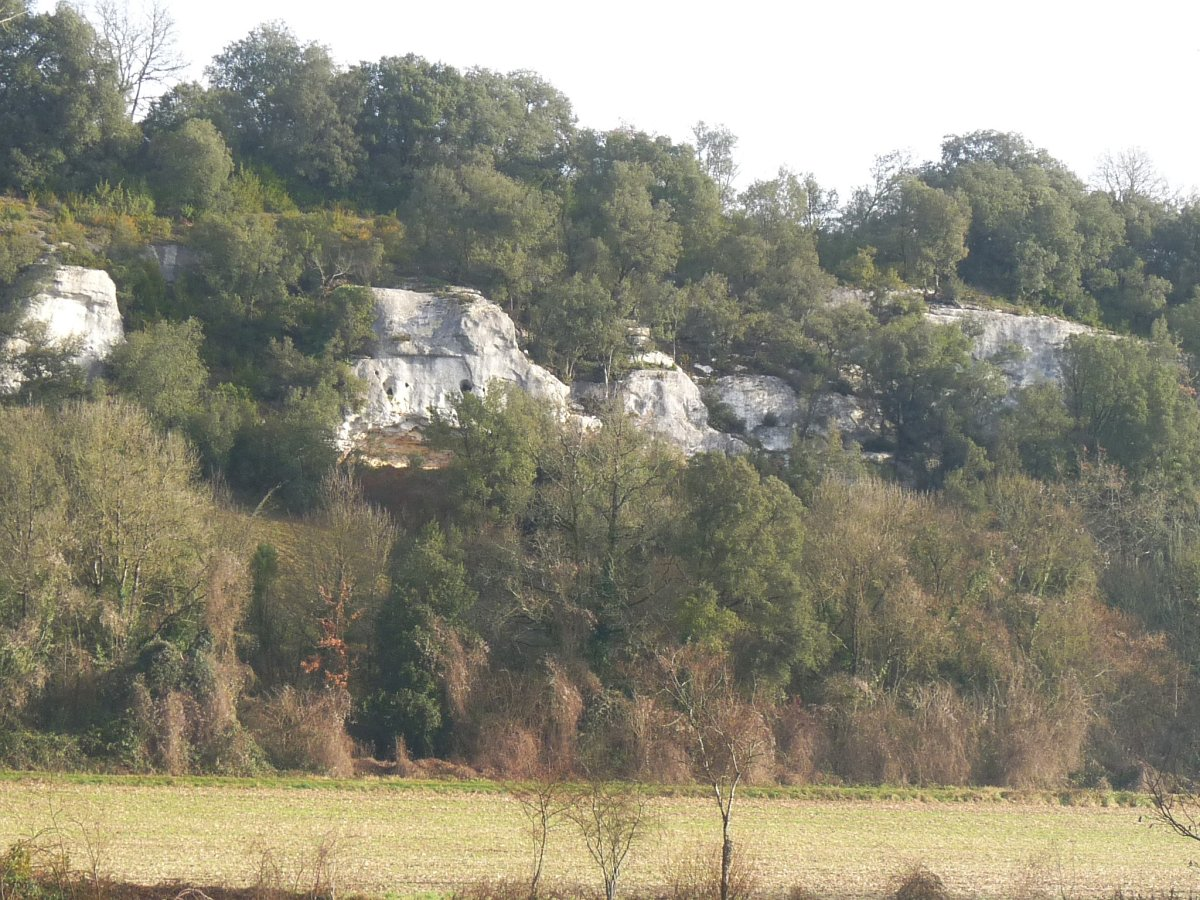
Falaises de la vallée des Eaux Claires.

L'Homme de Néandertal a vécu en Charente, dans la partie septentrionale du Bassin aquitain et jouxtant les sites préhistoriques de Dordogne, le long des affluents de la Charente, d'environ 230 000 ans avant le présent (AP) jusqu'à son extinction. Les fouilles effectuées depuis le début du XIXe siècle, le nombre des chercheurs et le relais des sociétés savantes ont permis de révéler la richesse des stations néandertaliennes de Charente et de ses alentours.

## Charente
- Le site de Montgaudier, près de Montbron, fouillé par Louis Duport, a livré une mandibule d'enfant.
- Le site de La Chaise est constitué de l'abri Suard, dont les dépôts ont été corrélés à l'avant-dernière période glaciaire, et de l'abri Bourgeois-Delaunay, occupé durant le dernier interglaciaire (Éémien). L'abri Suard a livré 52 pièces, dont plus de la moitié sont des os d'enfants, et qui incluent une calotte crânienne et deux mandibules.
- Fontéchevade est un site atelier, mais a livré une partie de calotte crânienne qui serait le plus ancien ossement humain de Charente[1].

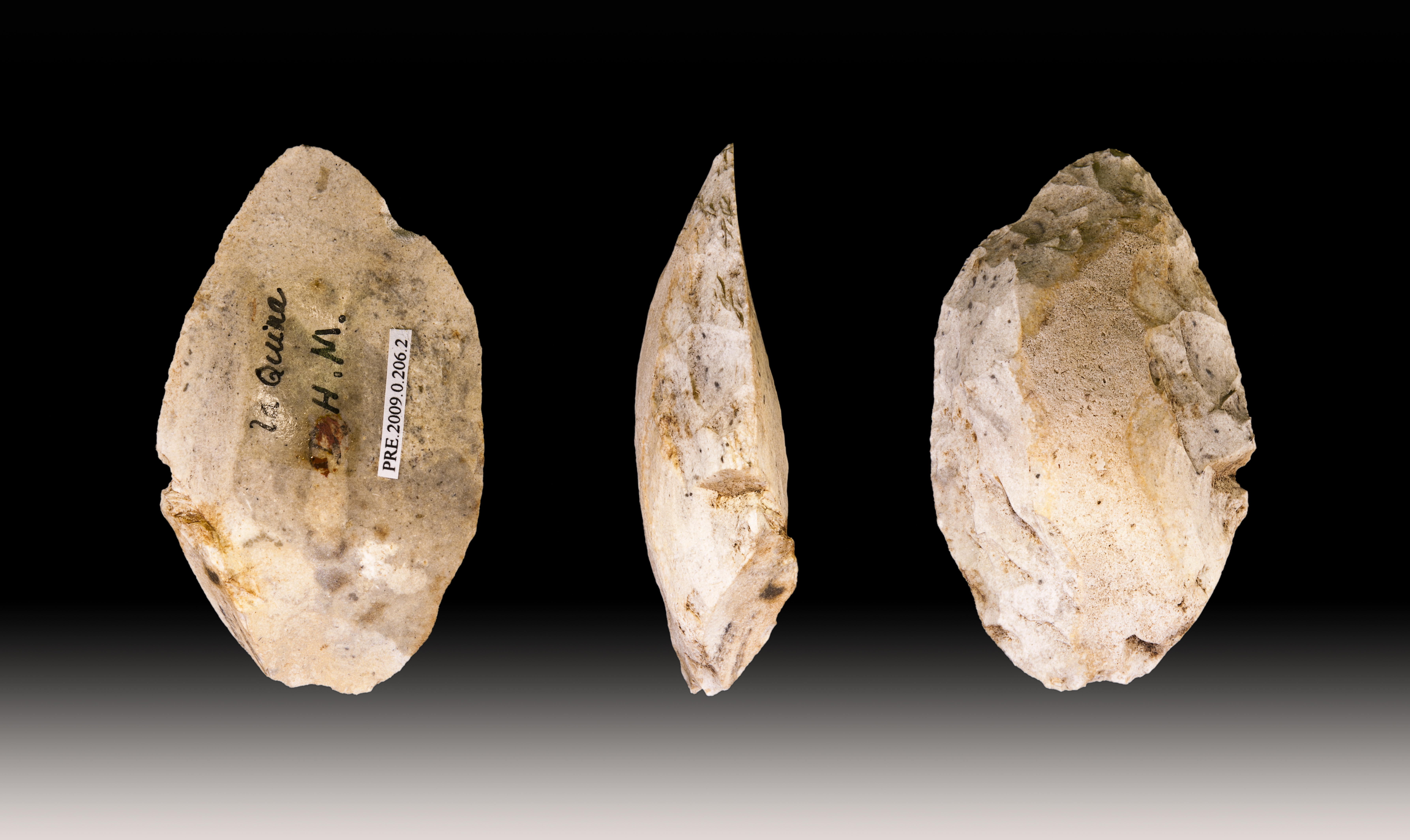
Racloir moustérien de type Quina

- La vallée des Eaux Claires présente plusieurs sites signalés dès 1876 par la Société archéologique et historique de la Charente. L'abri Commont renfermait des restes humains, tout comme l'abri Simard.
- Le site de la Quina, à Gardes-le-Pontaroux, sur la rive droite du Voultron, a été repéré et fouillé par Gustave Chauvet dès 1872 puis par Léon Henri-Martin, et à nouveau ces dernières années. Il a livré à chaque fois un important matériel lithique. La découverte du premier squelette de la Quina date de 1912. Le site de la Quina a livré les restes fossiles de 27 Néandertaliens, adultes et enfants. L'industrie lithique de la Quina a donné son nom à un faciès particulier, le Moustérien de type Quina.
- La grotte Marcel Clouet, sur l'Antenne, près de son confluent avec la Charente, a livré plus de 100 outils et 200 objets, bifaces, pointes, racloirs attribués au Moustérien de tradition acheuléenne.
- La grotte à Melon, près de Châteauneuf-sur-Charente, a livré des vestiges lithiques et des ossements d'enfant néandertalien, ainsi que plus tard l'abri de Hauteroche tout proche[2].
- La grotte de Rochelot, à Saint-Amant-de-Bonnieure, est un repaire de hyènes avec des restes néandertaliens[3].
- L'aven de Marillac, ou site des Pradelles, à Marillac-le-Franc, a livré les restes de cinq individus différents sur un site de traitement de carcasses de rennes en vue de leur stockage et de leur conservation, un comportement très évolué. Depuis 2001, il fait l'objet de nouvelles recherches dirigées par Bruno Maureille, de l'université de Bordeaux[4].

## Départements voisins

### Charente-Maritime
- La Roche à Pierrot, près de Saint-Césaire, a livré en 1979 un squelette néandertalien associé à un ensemble d'outils châtelperroniens ; dans cette région, les Néandertaliens ont probablement été contemporains des premiers Homo sapiens.
- Le site de Chez Pinaud, à Jonzac, a livré une importante séquence comportant différents niveaux moustériens[réf. nécessaire].

### Dordogne
- L'abri Peyroni (à Saint-Avit-Sénieur) et les grottes du Pech-de-l'Azé (à Carsac). Des lissoirs en os montrant que les Néandertaliens travaillaient le cuir ont été trouvés sur ces deux sites, exclusivement occupés par eux[5],[6].
- Vallée de la Vézère, avec le site du Regourdou[7].
- Roc de Marsal, à Campagne, près du Bugue

### Vienne
- Le site des Plumettes, sur la rive droite de la Vienne, près de Lussac-les-Châteaux, a livré quelques outils et de nombreux ossements traduisant une importante activité de boucherie.
- Le site de Fontmaure présente de nombreux outils, dont certains en jaspe.

### Deux-Sèvres
Dans les Deux-Sèvres se trouvent de nombreux ateliers d'outils du Moustérien de tradition acheuléenne.

## Recherches en cours
Les fouilles se poursuivent sur les anciens sites et de nouveaux.